# کاتوک
کاتوک (به لاتین: Katok) یک منطقهٔ مسکونی در افغانستان است که در ولایت بامیان واقع شده‌است.